# Pinsk
Pinsk är en stad i södra Belarus, belägen vid floden Pinas utlopp i Pripjat.

## Historia
Furstendömet Pinsk omnämndes tidigast år 1097. Staden blev litauisk år 1318 eller 1320; 1521 blev den en del av det förenade Polen-Litauen för att 1569 gå till den polska kronan. Under Stora nordiska kriget tvingades den svenska armén i sin jakt på ryska trupper den 24 april 1706 ge upp förföljelsen vid Pinsk.  Vid Polens andra delning 1793 införlivandes den i Kejsardömet Ryssland och förblev rysk fram till första världskriget. År 1920 tillföll den nybildade Polen (se Freden i Riga). Den intogs under andra världskriget av den nazityska armén den 4 juli 1941 som tvingade stadens judar att bo i Pinsks getto, varefter de sändes vidare till förintelseläger. Den 14 juli 1944 intogs Pinsk av Röda armén, och staden tillföll sedermera Sovjetunionen.

## Kända personer
- Ryszard Kapuściński (1932–2007), polsk författare
- Igor Kolb (1977–), dansare vid Mariinskijbaletten
- Simon Kuznets (1901–1985), ekonomipristagare till Alfred Nobels minne 1971
- Aleksandr Martynov (1865–1935), mensjevik, född i Pinsk
- Golda Meir (1898–1978), Israels fjärde premiärminister som under två år bodde i Pinsk
- Adam Naruszewicz (1733–1796), polsk poet och historiker
- Izya Shlosberg (1950–), amerikansk konstnär, författare och filosof, född i Pinsk
- Chaim Weizmann (1874–1952), Israels förste president, gick i skolan i Pinsk
- Ivan Zjoltovskij (1867–1959), rysk arkitekt